# Ángel Reyna
Ángel Eduardo Reyna Martínez (Aguascalientes, 19 settembre 1984) è un ex calciatore messicano, di ruolo centrocampista.

## Carriera

### Club
Anche se ha giocato nelle giovanili del Club América, ha fatto il suo debutto professionale con il San Luis FC il 31 luglio 2005. Ha segnato il suo primo gol in Primera División contro gli UNAM Pumas il 5 febbraio 2006.
Il 18 dicembre 2009 firma un contratto con il Club América, il club dove era nato come un calciatore, per il torneo di Clausura 2009. Nel Bicentenario 2010, con l'infortunio a lungo termine di Salvador Cabañas, è diventato un giocatore di riferimento per la squadra, segnando 7 gol in 16 presenze, il 9000º gol realizzato nella storia dello Stadio Azteca. Dopo aver lasciato la squadra delle Aquile, firma un contratto con il Monterrey. Dopo due anni con i Rayados viene inserito in uno scambio con i Chivas che coinvolge anche Omar Arellano; tuttavia Reyna non riesce a trovare un accordo con la squadra di Guadalajara e il suo passaggio salta, causando l'esclusione di Reyna dalla squadra e la sua mancata partecipazione al Mondiale per club. Il 19 dicembre 2012 passa infine in prestito secco semestrale al Pachuca, sperando di riottenere la convocazione in Nazionale.

### Nazionale
Nei primi mesi del 2010, è stato chiamato da Javier Aguirre a svolgere una serie di amichevoli contro la Bolivia, la Corea del Nord e l'Islanda, giocando come sostituto di ogni partita con prestazioni discrete.

## Palmarès

### Nazionale
- Gold Cup: 1

2011